# 猛打賞
猛打賞（もうだしょう）は、スポーツにおける個人賞の一つである。

## 日本プロ野球

### 概要
日本野球機構管轄のプロ野球において、1試合中に3安打以上を記録した選手に対して、スポンサー企業などから贈呈される賞のことをいう。日本の野球界特有のもので、1949年に日本野球連盟の清岡卓行が制定した。アメリカのメジャーリーグには同様の賞は制定されていないが、類似例として1選手が1試合中に2安打以上を記録することをマルチヒット（Multi Hits 、つまりは複数安打）という呼称がある。ただ、これについても特に賞品が贈呈されることはない。

### 日本プロ野球の記録

#### 通算記録(太字は現役)
| 順位 | 選手名     | 回数 | 備考  |
| ---- | ---------- | ---- | ----- |
| 1    | 張本勲     | 251  | [ 2 ] |
| 2    | 川上哲治   | 194  | [ 3 ] |
| 3    | 坂本勇人   | 191  | [ 3 ] |
| 4    | 長嶋茂雄   | 186  | [ 4 ] |
| 5    | 野村克也   | 180  | [ 5 ] |
| 6    | 福本豊     | 178  | [ 6 ] |
| 6    | 松井稼頭央 | 178  | [ 6 ] |
| 8    | 立浪和義   | 175  | [ 7 ] |
| 9    | 王貞治     | 171  | [ 8 ] |
| 10   | 広瀬叔功   | 169  | [ 9 ] |

※2025年6月24日時点

#### シーズン記録（太字は現役）
| 順位 | 選手名               | 所属球団                   | 回数 | 記録年 | 出場試合数 | 年間試合数 |
| ---- | -------------------- | -------------------------- | ---- | ------ | ---------- | ---------- |
| 1    | 西岡剛               | 千葉ロッテマリーンズ       | 27   | 2010年 | 144        | 144        |
| 1    | 秋山翔吾             | 埼玉西武ライオンズ         | 27   | 2015年 | 143        | 143        |
| 3    | イチロー             | オリックス・ブルーウェーブ | 26   | 1996年 | 130        | 130        |
| 4    | アレックス・ラミレス | 東京ヤクルトスワローズ     | 24   | 2007年 | 144        | 144        |
| 4    | マット・マートン     | 阪神タイガース             | 24   | 2010年 | 144        | 144        |

#### 備考
- 賞が制定されたのは1949年であるが、日本プロ野球界で初めて猛打賞を記録したのは、木全竹雄（大東京軍。1936年4月29日の名古屋軍戦〈甲子園球場〉にて）である。
- 通算猛打賞記録
  - 張本はパ・リーグで203回、セ・リーグで48回記録しているため、日本記録保持者であると同時にパ・リーグ記録保持者でもある。
  - セ・リーグ記録保持者は、川上ではなく坂本である。その理由はセ・リーグの発足が1949年末のため、それ以前つまり日本野球連盟時代の数は反映されないことによる。
  - 参考記録の上位では、イチローが挙げられる。前述のようにメジャーリーグには「猛打賞」がないものの、「1試合3安打以上を記録した回数」を考慮した場合、イチローは日米通算で379回（日120、米259。）残しており、日本プロ野球歴代1位である張本の251回を超える。
- シーズン猛打賞記録
  - 日本人選手の参考記録として、イチローが挙げられる。「1試合3安打以上を記録した回数」を考慮した場合、イチローはメジャーリーグ移籍後の2004年シーズンに34回（161試合出場）記録しており、日本プロ野球歴代1位である27回を超える。
- シーズンマルチ安打（1試合2安打以上）記録
  - イチロー：69回（1994年　日本記録、パ・リーグ記録）
  - 青木宣親：68回（2010年　セ・リーグ記録）
- 最年長猛打賞記録
  - 落合博満（日本ハムファイターズ）：44歳5か月（1998年5月16日　日本記録、パ・リーグ記録）
  - 谷繁元信（中日ドラゴンズ）：44歳4か月13日（2015年5月4日　セ・リーグ記録）
- 連続猛打賞記録
  - 西沢道夫（中日ドラゴンズ）：5試合連続（1954年）
  - 井口資仁（福岡ダイエーホークス）：5試合連続（2003年）

## バレーボール
バレーボールでは大会通算で最多アタック決定本数を記録した選手をこの名で表彰している。
日本では第17回日本リーグでリーグ表彰として新設。第7回Vリーグを最後に終了した。代替として、アタック得点とブロック得点、サーブ得点を合計したベストスコアラーを得点王（最多得点）として表彰している。
大学連盟では現在も表彰を行っているリーグが存在する。

## ゴルフ
ゴルフにおける猛打賞とは、グロスで一番打数を叩いてしまった人（最下位）を指す言葉として使われることがある。ブービーメーカー賞とも呼ばれる場合もある。
また、最下位から2番目にはブービー賞が与えられることが多いが、最下位も同じくブービー賞と呼ばれることがある。